# Hietzinský hřbitov
Hietzinský hřbitov (německy Hietzinger Friedhof), založený v roce 1787, se nachází v Rakousku ve vídeňské čtvrti Hietzing (13. okres, Maxingstraße 15), za zdmi zámeckého parku Schönbrunn. Hřbitov, který je uveden na seznamu rakouských památek, slouží jako poslední místo odpočinku mnoha významných rakouských osobností.

## Historie
Až do roku 1786 byli zesnulí z Hietzingu pohřbíváni v Penzingu. Hietzing však měl svůj vlastní malý hřbitov už dříve, což dokládá hřbitovní kříž, na průčelí domu internátní školy pro dívky, s letopočtem 1619, který stále stojí před domem na Maxingstraße 6. V roce 1787, v rámci josefínských reforem, došlo ke zrušení původního hřbitova. Nový hřbitov pak byl založen na Küniglbergu, kde na místě starého hřbitova byl postaven zámek Marietta (německy Marietta-Schlössel). Původně malý hřbitov se postupně rozšiřoval – v letech 1794, 1817 a 1835 byl ohrazen zdí. Od roku 1861 patřil hřbitov obci Hietzing, a po připojení k Vídni (1890/1892) jej převzala městská správa. Sloužil i pro pohřby obyvatel zámku Schönbrunn. V roce 1897 vznikla nová márnice, která byla postupně modernizována. Další rozšíření proběhla na přelomu 19. a 20. století, roku 1907 se jeho plocha zvětšila na 42 096 m². Nová kaple byla dokončena v roce 1913 a vysvěcena o rok později. V 50. letech následovalo další rozšíření a renovace. V roce 1979 byl hřbitov na východním okraji rozšířen naposledy. Hřbitov má rozlohu 97 175 m² a má kolem 11 207 hrobových míst.

## Významné osobnosti
Hřbitov Hietzing je známý jako místo posledního odpočinku mnoha významných osobností z oblasti umění, politiky i vědy. Mezi nejvýznamnější pohřbené osobnosti patří:
- Gustav Klimt (1862–1918) – Rakouský malíř a jeden ze zakladatelů vídeňské secese. Jeho styl, plný ornamentálních prvků a zlatých odstínů, se stal ikonickým pro evropské umění přelomu 19. a 20. století. Klimt je pohřben v poměrně nenápadném hrobě s jednoduchým náhrobním kamenem.[9][3][10]

- Otto Wagner (1841–1918) – Přední rakouský architekt a urbanista, známý především svými modernistickými stavbami ve Vídni, jako jsou vídeňské městské dráhy a kostel svatého Leopolda. Jeho hrob odráží Wágnerův architektonický rukopis.[11][3]
- Alban Berg (1885–1935) – Rakouský hudební skladatel a klavírista, jeden z představitelů druhé vídeňské školy. Mezi jeho známá díla patří opera „Wozzeck“ nebo „Lulu“.[12][3]
- Engelbert Dollfuß (1892–1934) – Rakouský politik a kancléř, který byl zavražděn při nacistickém puči v roce 1934.[13][3]
- Ernst Marischka (1893–1963) – Rakouský filmový režisér, scenárista a producent, známý především jako tvůrce slavné trilogie o rakouské císařovně Alžbětě zvané „Sisi“ s Romy Schneiderovou v hlavní roli.[14][3]
- Richard Mikuláš Coudenhove-Kalergi (1894–1972) – Politický myslitel a zakladatel Panevropského hnutí, které mělo zásadní vliv na pozdější utváření evropské unie.[15][3]
- Mitsuko Coudenhove-Kalergi, roz. Aojama (1874–1941) – Manželka rakouského diplomata Heinricha Coudenhove-Kalergi, majitele zámku Poběžovice. Matka politika Richarda Mikuláše Coudenhove-Kalergi.

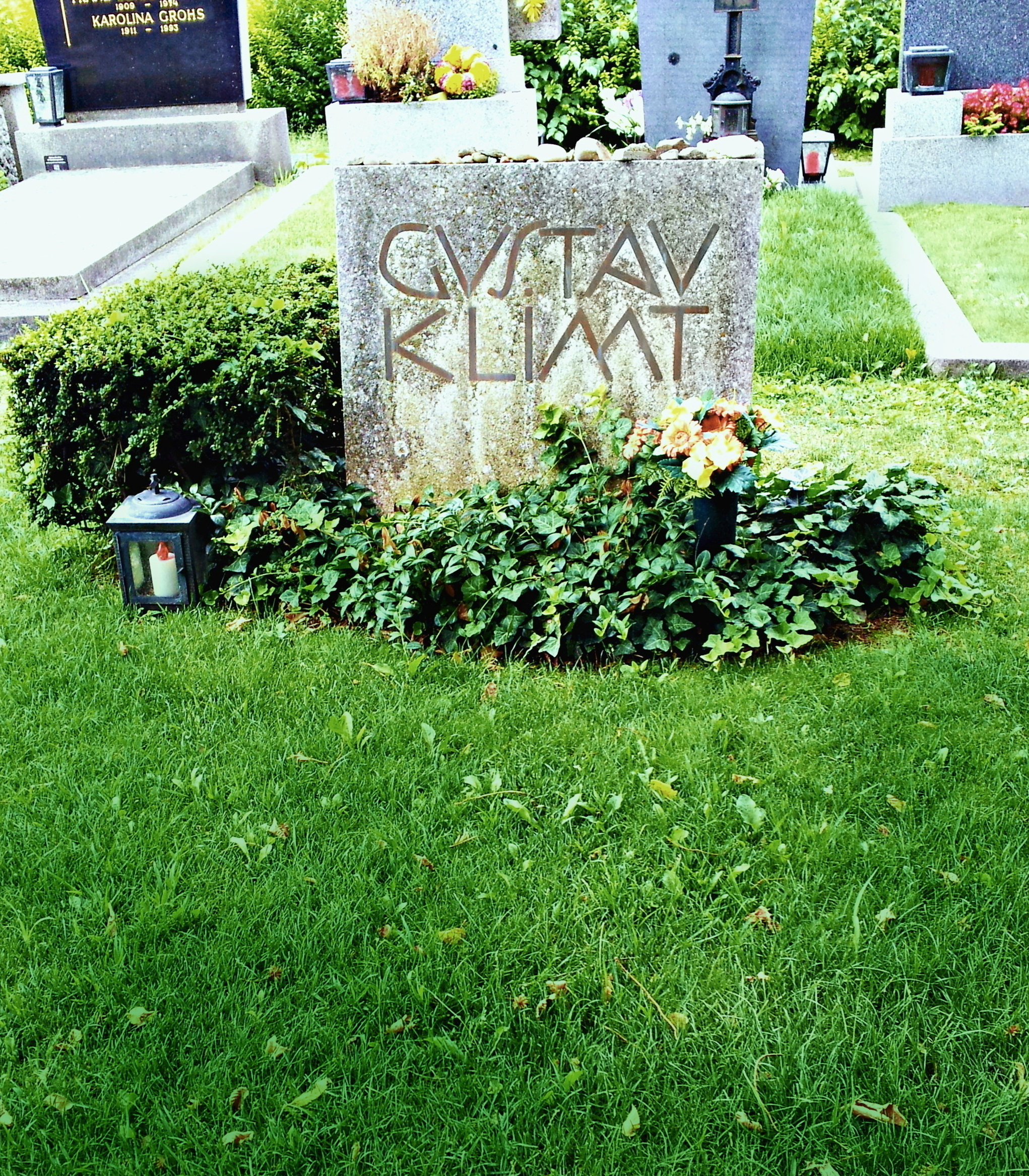
Gustav Klimt
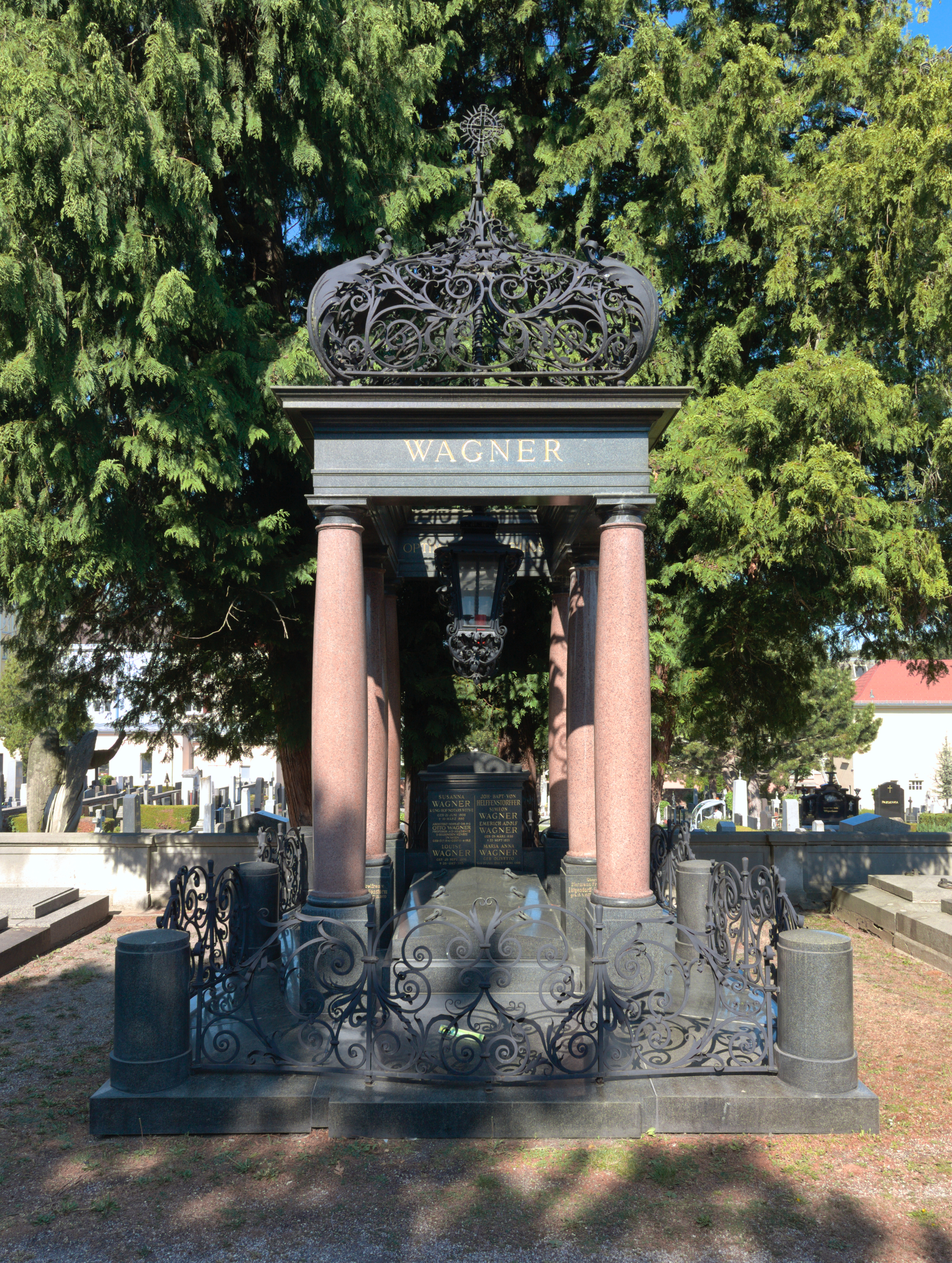
Otto Wagner
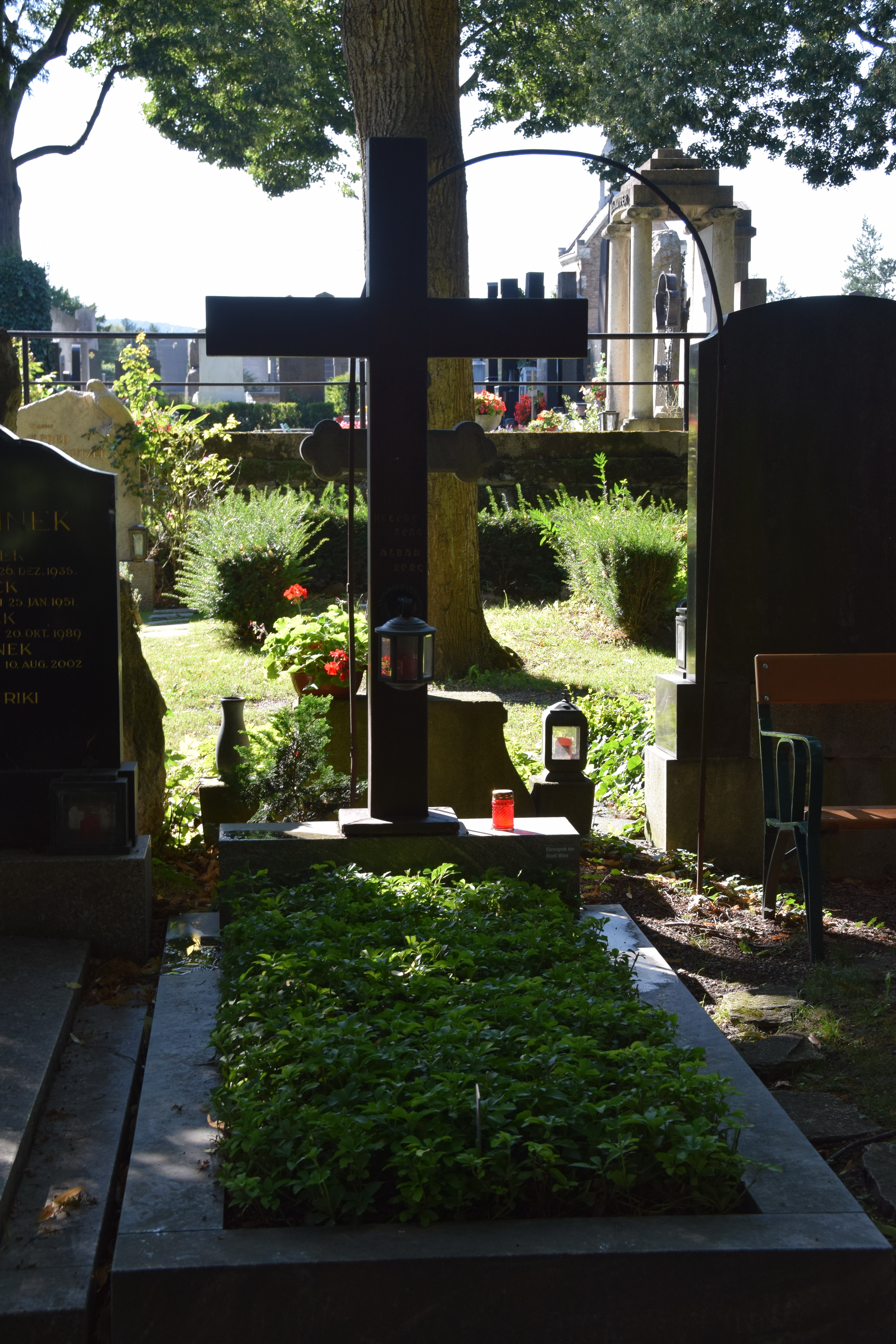
Alban Berg
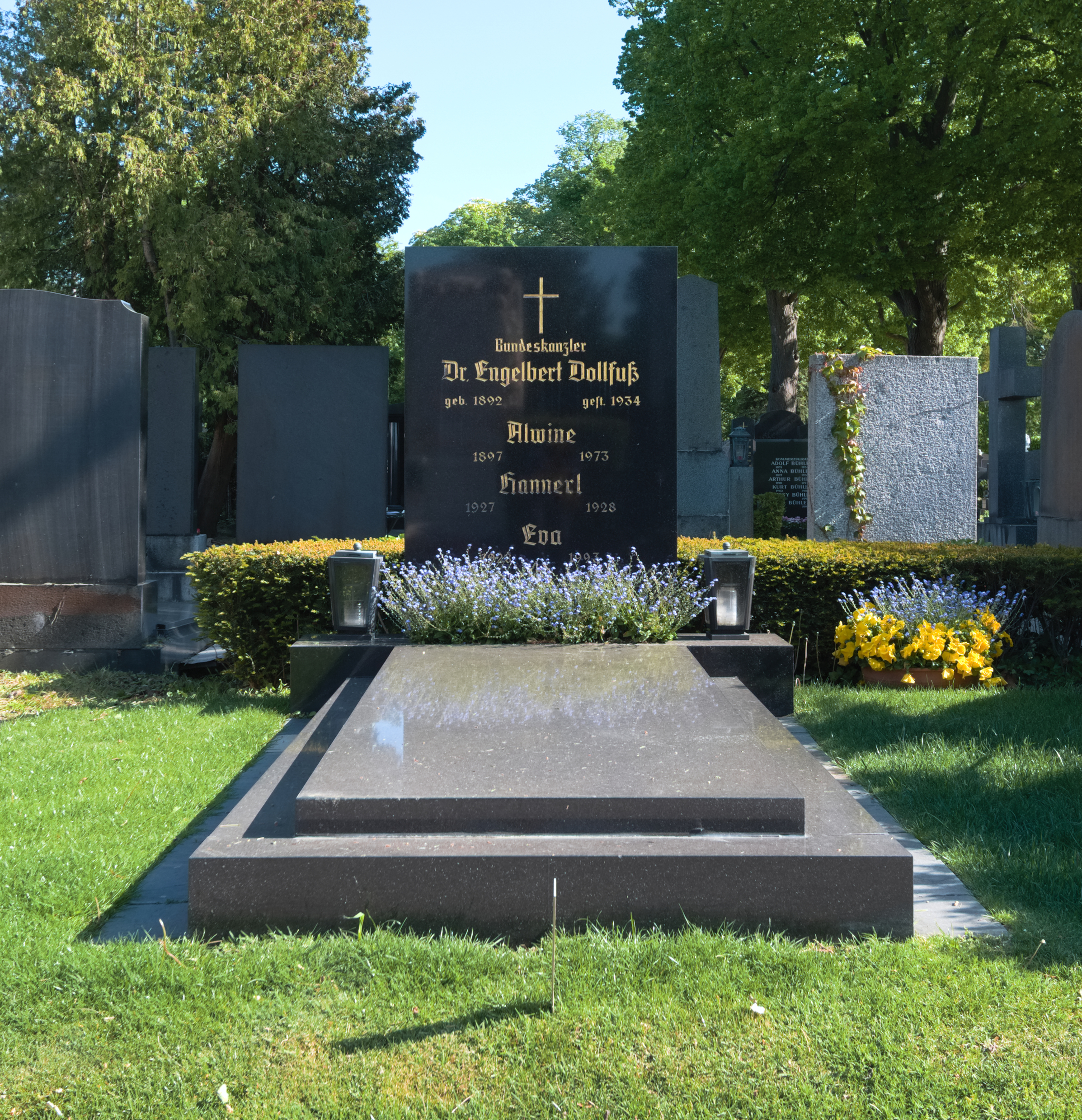
Engelbert Dollfuß
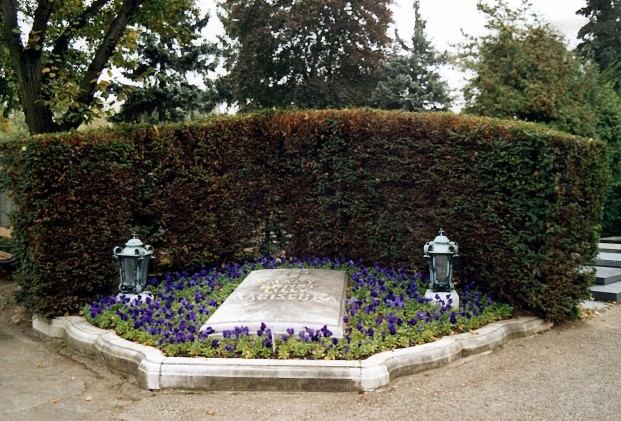
Ernst Marischka
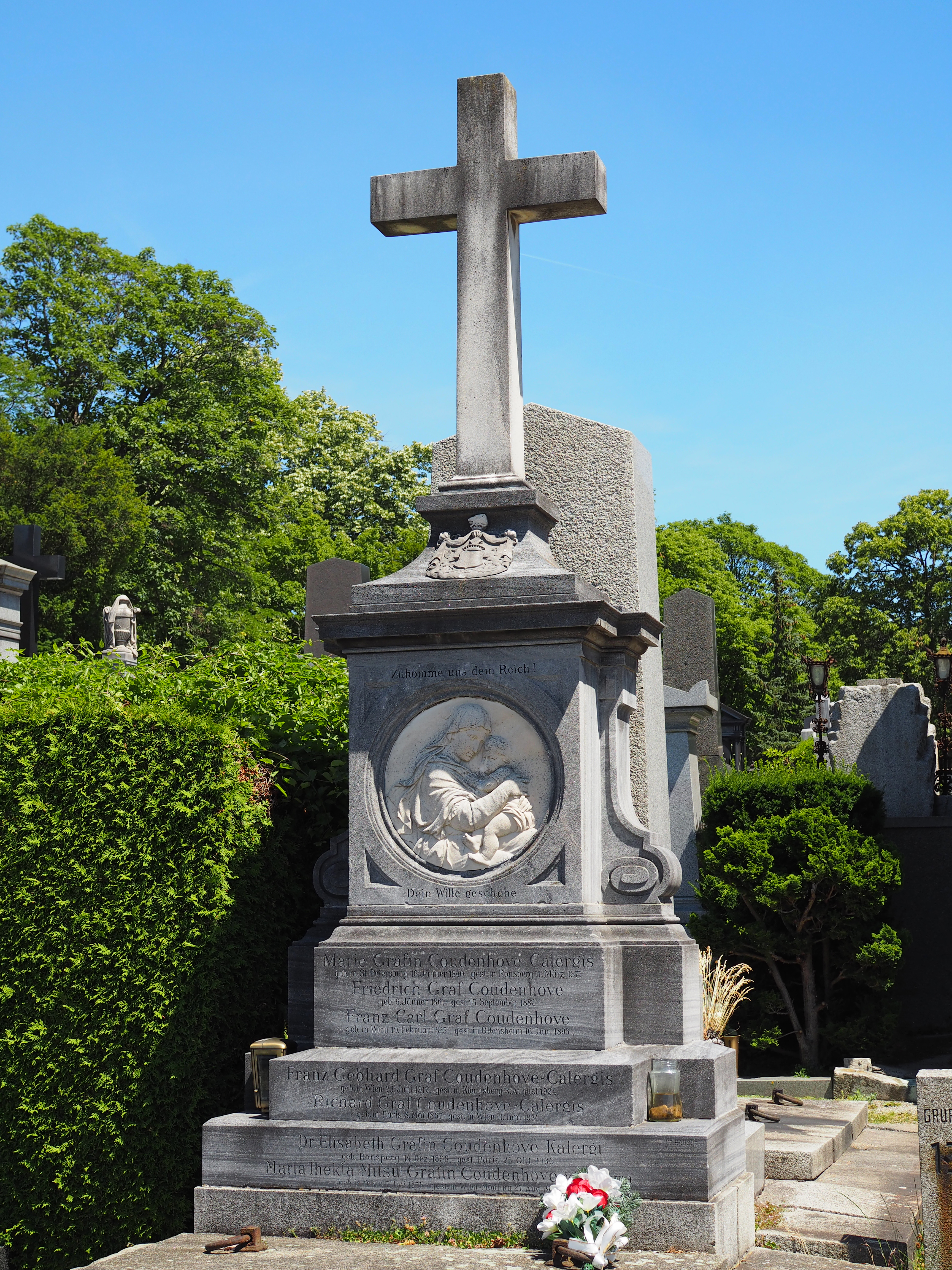
Richard von Coudenhove-Kalergi

## Zajímavosti
Na hřbitově Hietzing jsou pohřbeny dynastie slavných rodin, mezi nimi příslušníci šlechtických rodů Dietrichstein a Liechtenstein. Mezi zajímavosti patří hrob Anny Nahowski (1859–1931), známé především jako milenky císaře Františka Josefa I. Existují spekulace, že císař mohl být otcem její dcery Heleny, narozené v roce 1885. Jejím manželem se stal v roce 1911 hudební skladatel Alban Berg.
Další osobností pohřbenou na tomto hřbitově je Katharina Schratt (1853–1940), herečka vídeňského divadla a důvěrná přítelkyně Františka Josefa I., která žila v blízkosti dvora. Její hrob se nachází nedaleko hrobu Anny Nahowski.
Na hřbitově odpočívá také Jean-Baptiste Cléry (1759–1809), komorník Ludvíka XVI., který doprovázel krále během jeho posledních dnů ve vězení v Templu během Francouzské revoluce. Cléry později sepsal své paměti o této dramatické době.

Mezi pohřbené patří i Gustav Ucický (1894–1973), syn malíře Gustava Klimta a významný kameraman rakouské kinematografie. Odpočívají zde také členové rodu Strauss.

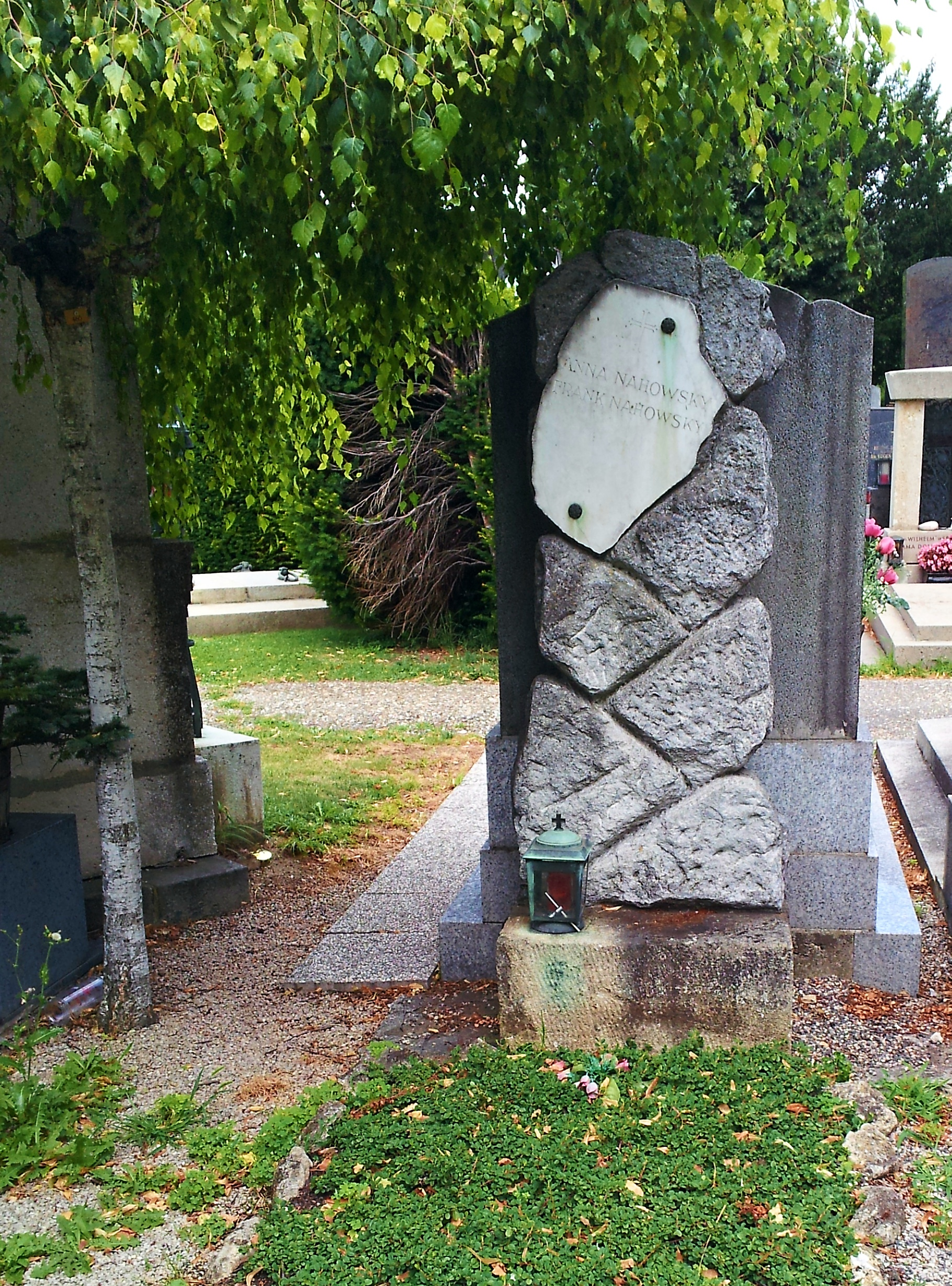
Anna Nahowski
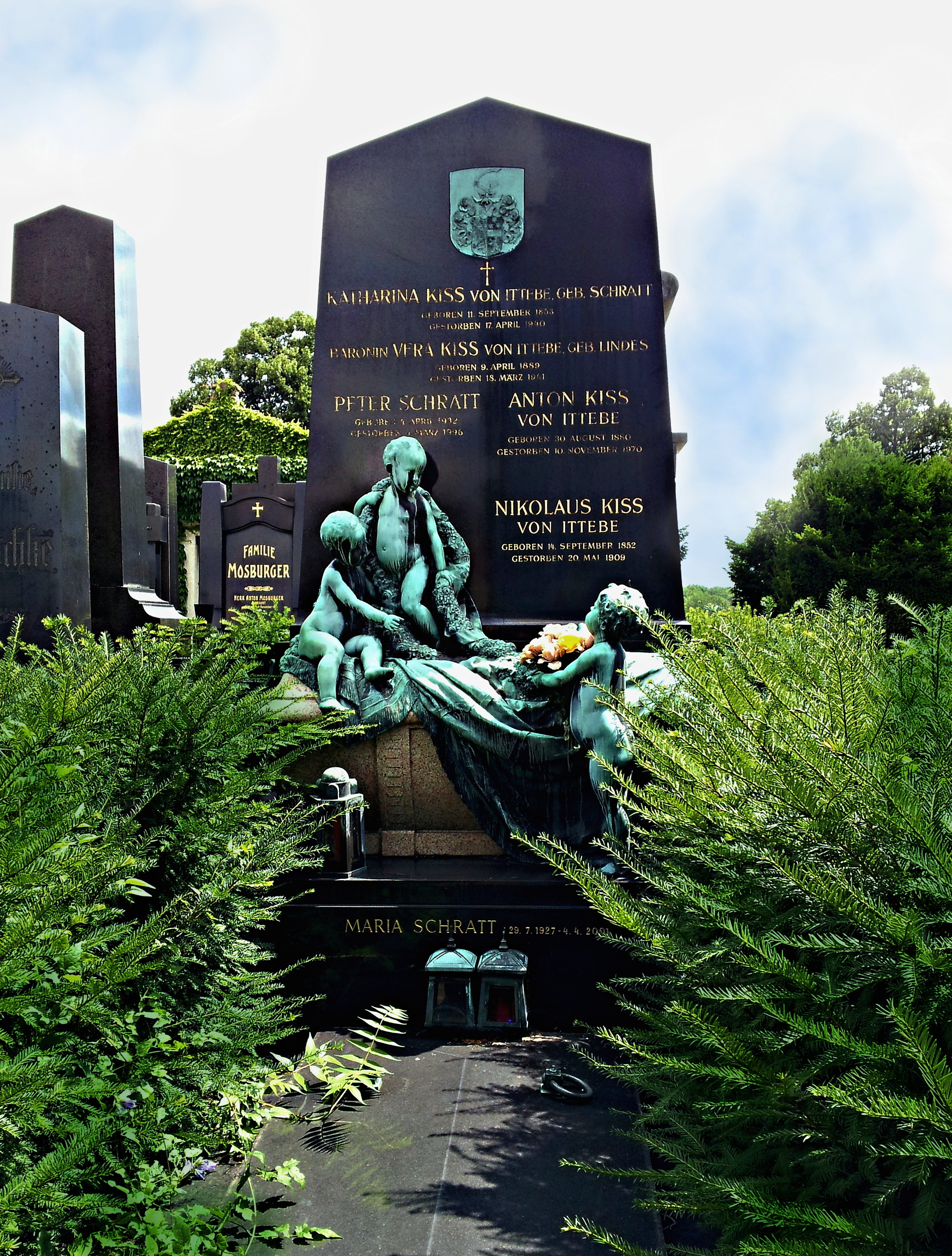
Katharina Schratt
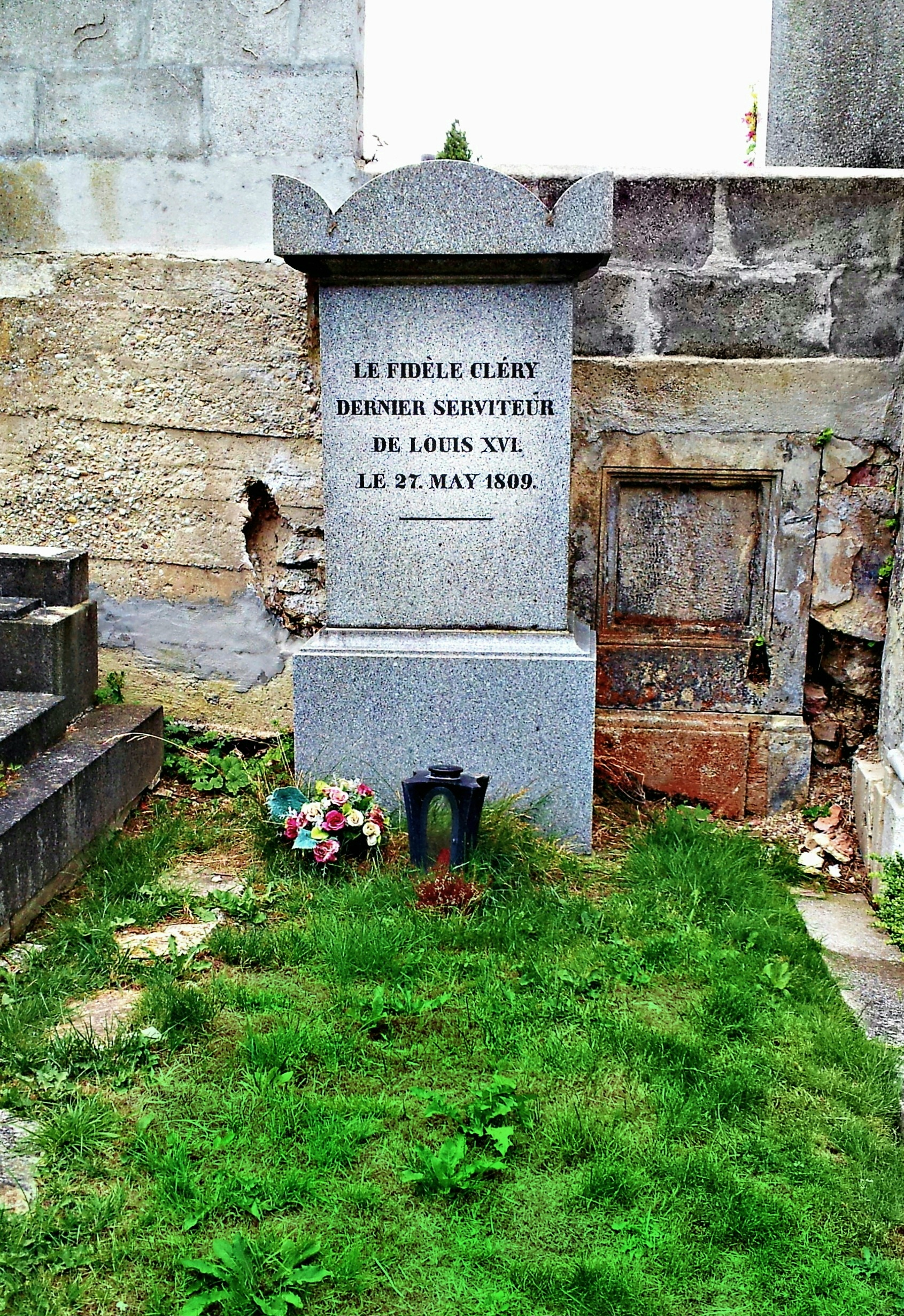
Jean-Baptiste Cléry
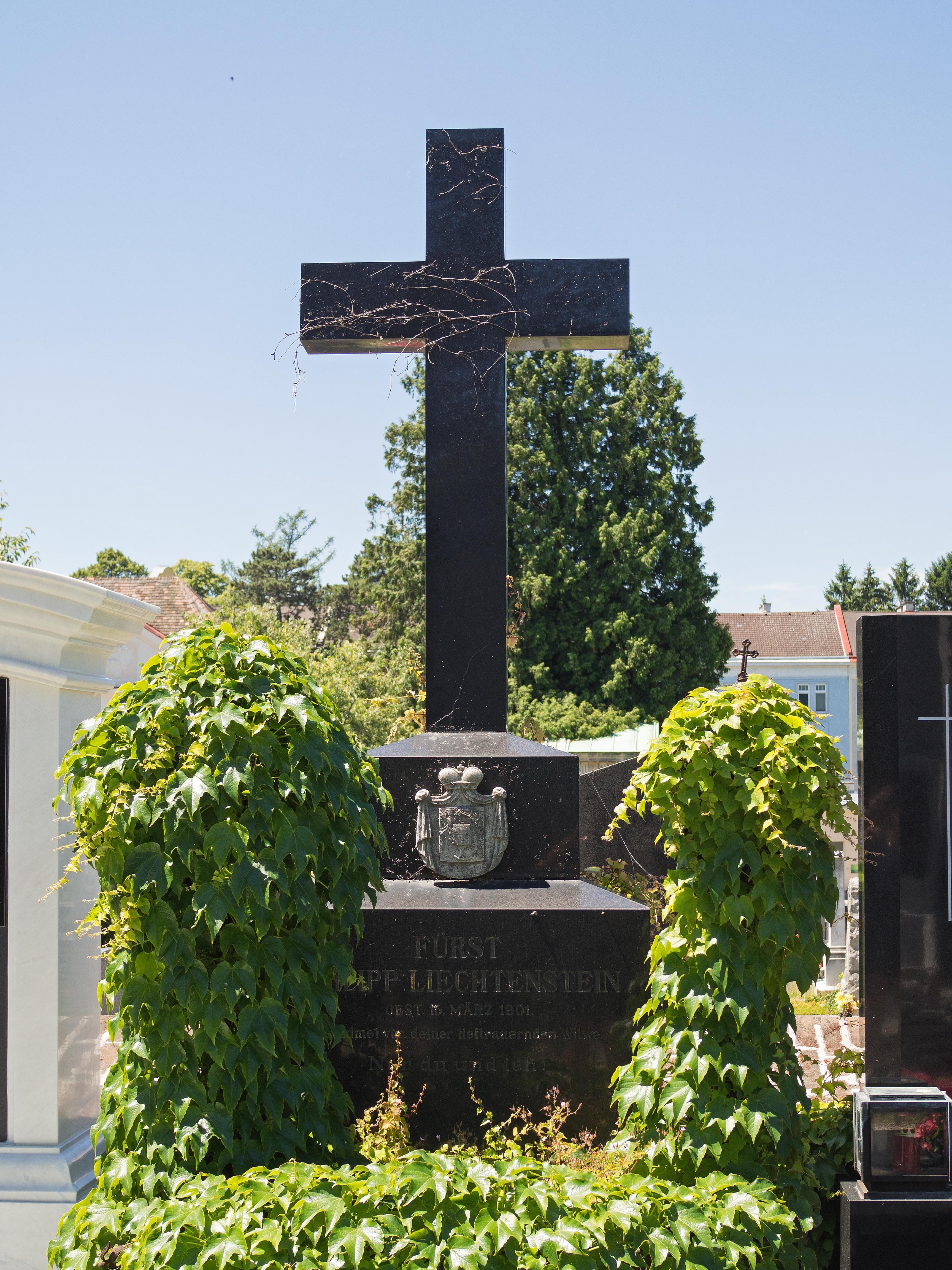
Kníže Philipp Liechtenstein
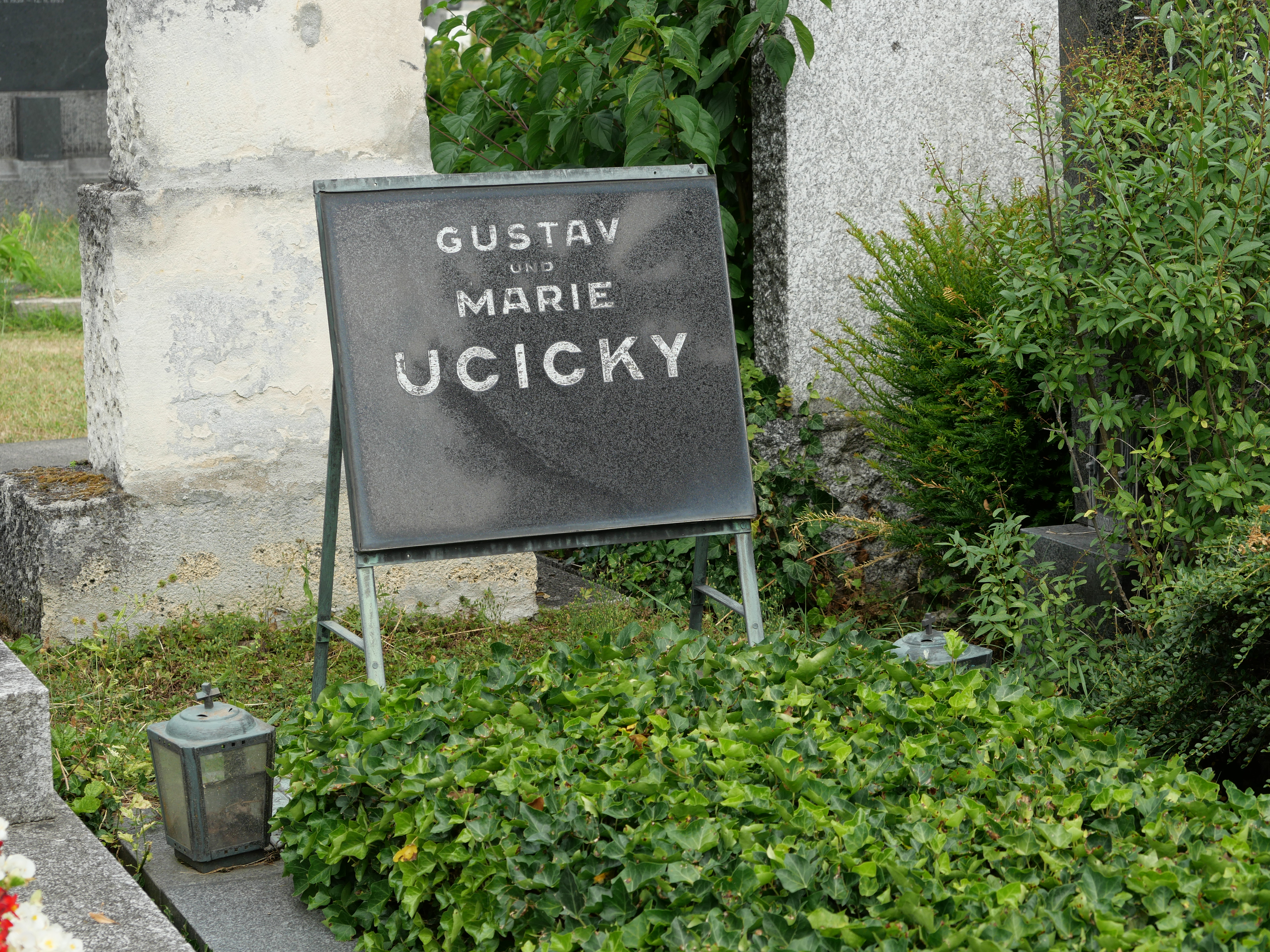
Gustav Ucický
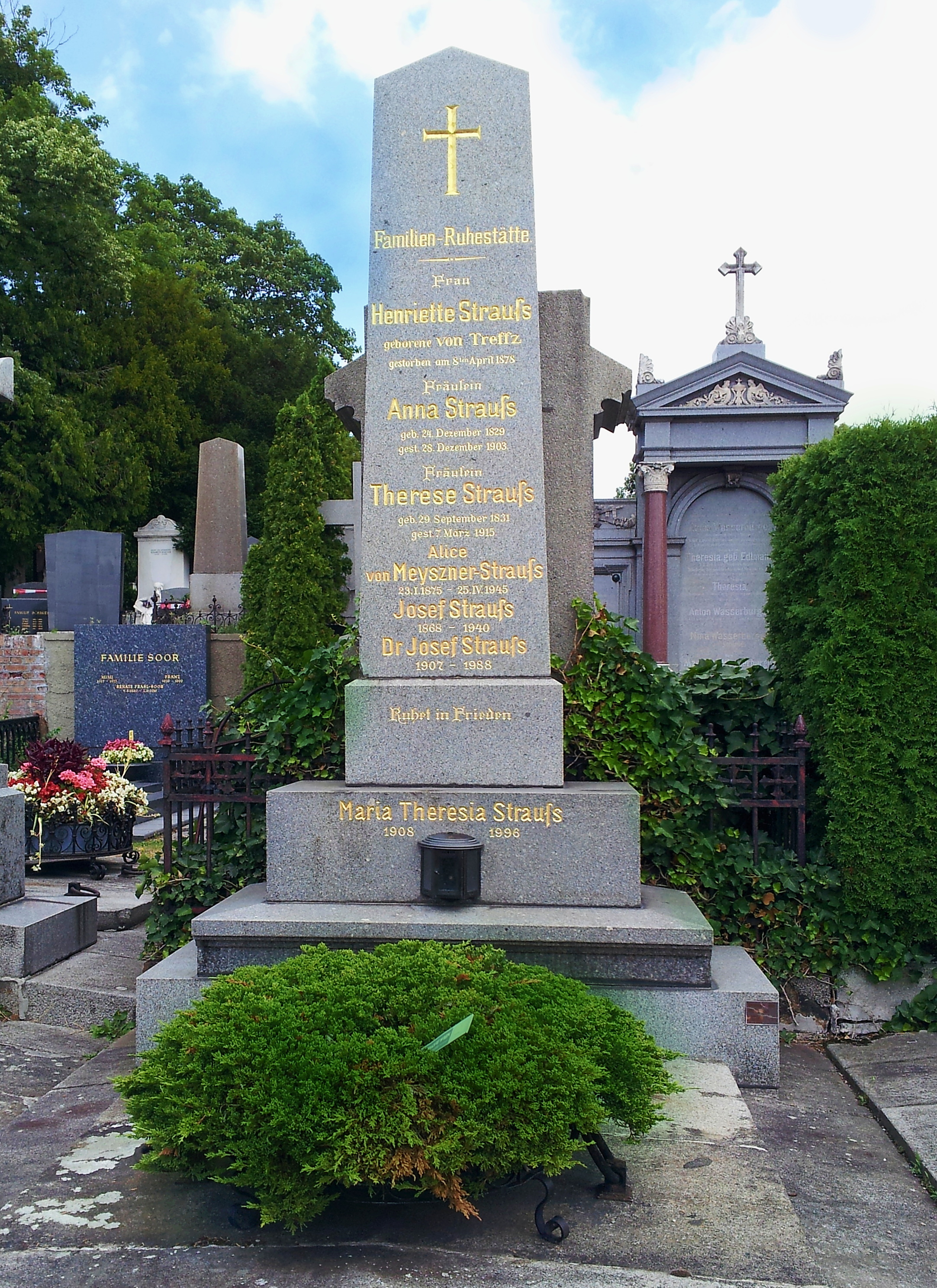
Strauss – rodinný hrob